# Mistrovství světa v cyklokrosu 1951
2. mistrovství světa v cyklokrosu se konalo 18. února 1951 v Lucemburku v Lucembursku. Závodu se účastnilo
27 závodníků, z nichž 21 dojelo do cíle. Trať závodu byla dlouhá 20 km. Zvítězil Roger Rondeaux s více než dvouminutovým náskokem před André Dufraissem. S téměř čtyřminutovou ztrátou dojel třetí Pierre Jodet. Všichni medailisté byli z Francie.

## Přehled
| Poř.             | Jméno                   | Čas            |
| Zlatá medaile    | Roger Rondeaux          | 1 h 4 min 57 s |
| Stříbrná medaile | André Dufraisse         | + 2 min 01 s   |
| Bronzová medaile | Pierre Jodet            | + 3 min 51 s   |
| 4                | Georges Meunier         | + 4 min 02 s   |
| 5                | Max Breu                | + 4 min 09 s   |
| 6                | Jean Kirchen            | + 4 min 20 s   |
| 7                | Roland Fantini          | + 4 min 53 s   |
| 8                | Roger Jacobs            | + 5 min 17 s   |
| 9                | Albert Meier            | + 5 min 19 s   |
| 10               | Luigi Malabrocca        | + 5 min 28 s   |
| 11               | Graziano Pertusi        |                |
| 12               | Sergio Toigo            |                |
| 13               | Georges Van Der Meirsch |                |
| 14               | Michel Decroix          |                |
| 15               | Pitty Scheer            |                |
| 16               | Angelo Menon            |                |
| 17               | Marco Thewes            |                |
| 18               | Pierre Champion         |                |
| 19               | Franz Reitz             |                |
| 20               | Horst Holzmann          |                |
| 21               | Reinhold Steinhilb      |                |
|                  | Richard Popp            | nedokončil     |
|                  | Louis Michiels          | nedokončil     |
|                  | Firmin Van Kerrebroek   | nedokončil     |
|                  | Piet Van Roon           | nedokončil     |
|                  | Gerrit Voorting         | nedokončil     |
|                  | Wout Wagtmans           | nedokončil     |